# Lied des Rebellen
Lied des Rebellen ist ein US-amerikanischer Spielfilm des Regisseurs Philip Dunne aus dem Jahr 1961. Es war der siebte Film, in dem Elvis Presley als Schauspieler in Erscheinung trat.

## Handlung
Der junge Glenn Tyler schlägt seinen älteren Bruder Hank in Notwehr nieder. Der entrinnt nur knapp dem Tod. Glenn wird zu einer Bewährungsstrafe verurteilt, da sein Onkel Rolfe Braxton anbietet, dass er ihn in seiner Schnapsbrennerei arbeiten lässt und auf den rechten Weg führen wird. Zudem muss sich Glenn einmal in der Woche bei seiner Bewährungshelferin Irene melden.
Rolfe hat einen einfachen Plan: Er hat Glenn bei sich aufgenommen, da seine Tochter Noreen ein uneheliches Kind hat. Zwar hält die Familie die Fassade aufrecht und behauptet, Noreen sei mit einem Mann vom Geheimdienst verheiratet und der gerade auf geheimer Mission unterwegs, doch hofft Rolfe, Glenn mit Noreen verkuppeln zu können. Sollten beide heiraten, will er Glenn die Hälfte des Geschäfts überschreiben. Glenn jedoch ist mit Betty Lee zusammen, deren Vater ihn ablehnt.
Regelmäßig geht er zu seiner Bewährungshelferin Irene. Zunächst abweisend, baut er Vertrauen zu ihr auf. Glenn liest viel und wollte eigentlich Schriftsteller werden. Seine Mutter hatte ihn auf das College schicken wollen, musste jedoch hart arbeiten, während ihr Mann und der ältere Sohn Hank sich um nichts kümmerten. Sie starb, als Glenn neun Jahre alt war. Irene erkennt das schriftstellerische Talent Glenns. Als dieser von dem halbstarken Cliff, dem herzkranken Sohn ihres Ex-Geliebten Phil, angegriffen wird und nur mit Mühe von einem Zweikampf abgehalten werden kann, ermutigt ihn Irene, den Vorgang aufzuschreiben. Das Manuskript stellt sie schließlich einem befreundeten College-Professor vor und der verspricht, sich für ein College-Stipendium für Glenn einzusetzen.
Auf dem Rückweg vom College geraten Glenn und Irene in ein schweres Gewitter und steigen für die Nacht in einem Motel ab. Sie nehmen unterschiedliche Zimmer und Glenn gesteht Irene, dass er sich in sie verliebt habe. Sie küssen sich, doch weist Irene ihn schließlich ab. Im Motel steigt auch Cliff ab, der im Buchungsheft des Motels auch Irenes und Glenns Eintragung sieht. Am nächsten Tag erzählt Cliff seinem Vater Phil und anderen, dass Irene und Glenn gemeinsam in einem Motel abgestiegen wären und konstruiert eine Beziehung zwischen beiden. Irene wiederum hatte den ganzen Tag nach dem Motelbesuch Glenns Kontaktaufnahme abgewiesen und Phil Hoffnungen auf eine Heirat gemacht, jedoch zugegeben, dass sie das Gefühl habe, die Ehe nur wegen ihrer Flucht vor einem anderen Mann eingehen zu wollen. Phil sieht nun in Glenn diesen Mann. Der verteidigt Irene und kündigt an, Cliff für seine Lügen zu verprügeln, bis er tot sei.
Er findet Cliff, der ihn provoziert – Glenn schlägt zu und Cliff bleibt reglos liegen. Wenig später wird Glenn wegen Totschlags verhaftet. Es kommt zur Vorverhandlung, bei der vor allem Irene die Verachtung ihrer Mitmenschen entgegenschlägt, glaubt doch jeder, dass sie als Bewährungshelferin und Psychologin ein Verhältnis mit dem wesentlich jüngeren Glenn hatte. Auch Phil kündigt ihr an, seinen Nebenbuhler Glenn mit allen Mitteln an den Strang bringen zu wollen. Irene sagt bei der Vernehmung aus, dass Glenn Cliff verprügeln, jedoch nicht töten wollte. Der Tod sei vielmehr auf seine Herzerkrankung zurückzuführen. Der Richter gibt zu, eine Blutung am Herzen bisher als Folge des Schlags und nicht einer Herzerkrankung gewertet zu haben, von der er nichts wusste. Phil, der Irene selbst gesagt hatte, dass Cliff herzkrank ist, weist dies nun zurück: Sein Sohn sei gesund gewesen. Irene kehrt nach Hause zurück, schließt sich in der Garage ein und startet den Wagen. Ihr Selbstmord kann in letzter Sekunde verhindert werden. Die Nachricht von ihrem versuchten Suizid erschüttert Phil, der noch im Gericht seine Aussage widerruft und zugibt, dass Cliff herzkrank gewesen ist und er selbst ihn ebenfalls wegen seiner Lügen an diesem Tag geschlagen habe. Glenn wird freigesprochen und eilt ans Krankenbett von Irene, wo er ihr den glücklichen Ausgang des Geschehens mitteilt.
Wenig später verabschiedet sich Irene am Bahnhof von Glenn. Er wird ans College gehen und studieren.

## Produktion
Der Film basiert auf dem Roman The Lost Country von J.R. Salamanca. Gedreht wurde er vom 6. November 1960 bis zum 18. Januar 1961 im Napa Valley um St. Helena und Calistoga sowie in den Studios der 20th Century Fox. Premiere hatte er am 8. Juni 1961 in Memphis. In die US-amerikanischen Kinos kam der Film am 22. Juni 1961, in Deutschland lief er am 1. September 1961 an.
Elvis Presley, der in der deutschen Fassung von Rainer Brandt synchronisiert wurde, singt im Film die Titel Wild In The Country, I Slipped, I Stumbled, I Feel, In My Way und Husky Dusky Day.

## Kritik
Lied des Rebellen erhielt ein verhaltenes Presseecho. So erfasst der US-amerikanische Aggregator Rotten Tomatoes 50 % wohlwollende Besprechungen und ordnet den Film dementsprechend als „Gammelig“ ein.
Der film-dienst zeigte sich beinahe entsetzt: „… dreimal bietet das Drehbuch [Elvis Presley] Gelegenheit, mehr schlecht als recht ein sentimentales Lied zur Laute zu singen … So sieht ein Elvis-Presley-Drama neuerdings aus! Angesichts des ärgerlichen Fetzens ist man geneigt, sich nach den Streifen, die er früher mit seinem Geschrei erfüllte, beinahe zurückzusehnen.“
TV Spielfilm dagegen sah „Elvis mal ganz ernsthaft – aber mehr als eine James-Dean-Sparversion kam dabei nicht heraus.“
Das „kuriose Elvis-Vehikel“ sei nur etwas für eiserne Fans.
Time Out London schrieb, der gesamte Film sei zwar so aufregend wie ein Glas Milch, die Ansammlung von Kuriositäten dafür umso gewaltiger.
Allmovie urteilte etwas differenzierter. Der Film sei zwar nicht Presleys bester, dafür aber sein ernsthaftester; er habe sein schauspielerisches Können am meisten gefordert. Clifford Odets und Elvis Presley passten jedoch einfach nicht zueinander. So sei der Film weder Fisch noch Fleisch, da er zu viel Odets’sche Ernsthaftigkeit besitze, um wirklich ein Elvis-Film zu sein, und zu viel Elvis, um tatsächlich ein ernster Film zu sein. Der Film habe zwar Stärken, sei jedoch insgesamt unbefriedigend; vor allem sein Ende sei unerträglich melodramatisch.